# Bere-Tai (Ort)
Bere-Tai (Beretai, Bertai) ist eine osttimoresische Siedlung im Suco Liurai (Verwaltungsamt Maubisse, Gemeinde Ainaro). Der Weiler liegt im Norden der Aldeia Bere-Tai, auf einer Meereshöhe von 1941 m. Eine kleine Straße verbindet die Siedlung im Norden mit Erbean, dem Hauptort des Sucos und im Westen mit der Aldeia Mau-Mude.